# Малетичі
45°28′ пн. ш. 15°25′ сх. д. / 45.46° пн. ш. 15.42° сх. д.
Малетичі (хорв. Maletići) — населений пункт у Хорватії, у Карловацькій жупанії у складі громади Нетретич.

## Населення
Населення за даними перепису 2011 року становило 144 осіб.
Динаміка чисельності населення поселення: